# Blockschrift
Blockschrift – czwarty solowy album niemieckiego rapera Azada. Płytę zdobyła dużą popularność dzięki utworom, które ją promowały: Prison Break Anthem oraz Zeit Zu Verstehen.

## Lista utworów
1. Intro
2. Zeit Zu Verstehen (This Can't Be Everything) feat. Gentleman
3. Kämpfer
4. Ich Bete Zu Dir
5. Tage Des Regens feat. J-Luv
6. Bündel Für Bündel
7. So Machen Wir Das feat. Jonesmann
8. Ich Geh Für Dich feat. Joy Denalane
9. 1 im Game
10. Ghettobass
11. Du Fehlst Mir
12. Alles Lügen
13. TNT
14. Monsterrap
15. Hier Gefangen (Lincoln Burrows)
16. Prison Break Anthem (Ich Glaub An Dich) feat. Adel Tawil